# Andrea Camilleri
Andrea Calogero Camilleri (Porto Empedocle, 6 september 1925 – Rome, 17 juli 2019) was een Italiaans schrijver. Zijn detectiveromans over inspecteur Montalbano zijn in meerdere talen vertaald en vormen de basis van een televisieserie.

## Levensloop
In 1944 begon Camilleri met een studie literatuur, die hij overigens niet afmaakte, en begon gedichten en korte verhalen te publiceren. In 1945 won hij daarvoor de "Premio St Vincent". Ook werd hij lid van de Italiaanse Communistische Partij. Van 1948 tot 1950 studeerde Camilleri toneel- en filmregie aan de Accademia Nazionale d'Arte Drammatica 'Silvio d'Amico' en begon te werken als scenarioschrijver. Hij regisseerde toneelstukken van Luigi Pirandello en Samuel Beckett.
In 1957 trouwde hij met Rosetta Dello Siesto, met wie hij drie kinderen kreeg. Bij de RAI werkte Camilleri aan diverse producties, zoals Inspecteur Maigret. In 1977 keerde hij terug naar de Accademia 'Silvio d'Amico', waar hij zo'n 20 jaar lang lesgaf in filmregie.
In 1978 schreef Camilleri zijn eerste roman Il Corso Delle Cose ("De loop der dingen"). Deze werd door vele uitgeverijen afgewezen, maar de op Sicilië bekende schrijver Leonardo Sciascia raadde hem aan niet op te geven. Ten slotte bleek uitgeverij Lalli bereid zijn werk uit te geven.
Na een onderbreking van twaalf jaar begon Camilleri in 1992 weer met schrijven. Zijn nieuwe boek, La Stagione della Caccia ("Het jachtseizoen") bleek een succesroman. Hij brak echt door met zijn boeken over commissaris Salvo Montalbano, waarvan er al meer dan tien verschenen zijn. Het eerste, La forma dell'Acqua ("De vorm van water") verscheen in 1994. Camilleri was toen 69 jaar.
In 2005 ontving Camilleri een eredoctoraat van de Universiteit van Pisa. Op latere leeftijd woonde hij in Rome waar hij in 2019 op 93-jarige leeftijd aan een hartinfarct overleed.